# San Marinos Grand Prix 1993
San Marinos Grand Prix 1993 var det fjärde av 16 lopp ingående i formel 1-VM 1993.

## Resultat
1. Alain Prost, Williams-Renault, 10 poäng
2. Michael Schumacher, Benetton-Ford, 6
3. Martin Brundle, Ligier-Renault, 4
4. JJ Lehto, Sauber, 3 (varv 59, motor)
5. Philippe Alliot, Larrousse-Lamborghini, 2
6. Fabrizio Barbazza, Minardi-Ford, 1
7. Luca Badoer, BMS Scuderia Italia (Lola-Ferrari)
8. Johnny Herbert, Lotus-Ford (57, motor)
9. Aguri Suzuki, Footwork-Mugen Honda

### Förare som bröt loppet
- Alessandro Zanardi, Lotus-Ford (varv 53, snurrade av)
- Karl Wendlinger, Sauber (48, motor)
- Ayrton Senna, McLaren-Ford (42, hydraulik)
- Jean Alesi, Ferrari (40, koppling)
- Christian Fittipaldi, Minardi-Ford (36, styrning)
- Michael Andretti, McLaren-Ford (32, snurrade av)
- Derek Warwick, Footwork-Mugen Honda (29, snurrade av)
- Ukyo Katayama, Tyrrell-Yamaha (22, motor)
- Damon Hill, Williams-Renault (20, bromsar)
- Erik Comas, Larrousse-Lamborghini (18, motor)
- Andrea de Cesaris, Tyrrell-Yamaha (18, växellåda)
- Rubens Barrichello, Jordan-Hart (17, snurrade av)
- Gerhard Berger, Ferrari (8, växellåda)
- Thierry Boutsen, Jordan-Hart (1, växellåda)
- Mark Blundell, Ligier-Renault (0, snurrade av)
- Riccardo Patrese, Benetton-Ford (0, snurrade av)

### Förare som ej kvalificerade sig
- Michele Alboreto, BMS Scuderia Italia (Lola-Ferrari)

## VM-ställning
| Förarmästerskapet 1. Ayrton Senna, McLaren-Ford, 26 2. Alain Prost, Williams-Renault, 24 3. Damon Hill, Williams-Renault, 12 | Konstruktörsmästerskapet 1. Williams-Renault, 36 2. McLaren-Ford, 26 3. Benetton-Ford, 12 |